# AOC International
AOC (Admiral Overseas Corporation) es un fabricante de productos electrónicos especializados en fabricación de monitores para computadores. AOC pertenece al grupo chino Top Victory Electronics (TPV Technology Limited) que fue fundado en Taiwán en 1987. AOC también produce monitores para marcas como Toshiba, Dell, IBM y Lenovo; y en años recientes ha incursionado en la fabricación de televisores de pantallas LCD y plasma.
AOC a través de su propietaria TPV cuenta con 9 fábricas alrededor del mundo 5 en China (Pekín, Wuhan, Fuqing, Ningbo y Suzhou); dos en Brasil (Manaus, São Paulo); una en México (Tijuana) y una en Polonia (Gorzów Wielkopolski).

## Historia
En 1934, Admiral Corporation fue fundada en Chicago, Illinois, por Ross Siragusa. En 1967 se fundó Admiral Overseas Corporation, estableciéndose en Taiwán como el primer fabricante de televisores en color del país dirigidos a la exportación. 
En 1978 Admiral Overseas Corporation fue renombrada AOC International. El marketing bajo la marca AOC se inició en 1979. De 1988 a 1997, AOC abrió oficinas comerciales en Estados Unidos, China, Europa y Brasil. AOC fue lanzada en la India y México en 2005 y 2006 respectivamente. Actualmente, AOC produce monitores y televisores LCD para más de 40 países.